# جاقة
جَاقَةُ هي مدينة تقع في شمال شرق إسبانيا في مقاطعة وشقة بالقرب من جبال البرانس والحدود الفرنسية.